# E-Prix di Puebla 2021
L'E-Prix di Puebla 2021 è stato il quinto appuntamento del Campionato mondiale di Formula E 2020-2021, suddiviso in due gare, che si è tenuto sul circuito di Puebla il 19 e 20 giugno 2021.
La prima gara è stata vinta da Lucas Di Grassi seguito dal compagno di squadra René Rast, che ha anche effettuato il giro veloce, e da Edoardo Mortara. La Pole Position era stata effettuata da Pascal Wehrlein, arrivato primo ma poi squalificato.
La seconda gara è stata vinta da Edoardo Mortara seguito da Nick Cassidy e da Oliver Rowland, quest'ultimo ha anche effettuato la Pole Position, mentre il giro veloce è stato effettuato da René Rast.

## Gara 1

### Prove libere
| Pos.           | No.            | Pilota                 | Squadra           | Tempo          |
| Prove libere 1 | Prove libere 1 | Prove libere 1         | Prove libere 1    | Prove libere 1 |
| -------------- | -------------- | ---------------------- | ----------------- | -------------- |
| 1              | 22             | Oliver Rowland         | Nissan e.dams     | 1:24.314       |
| 2              | 99             | Pascal Wehrlein        | TAG Heuer Porsche | 1:24.400       |
| 3              | 13             | António Félix da Costa | DS Techeetah      | 1:24.400       |
| Prove libere 2 |                |                        |                   |                |
| 1              | 22             | Oliver Rowland         | Nissan e.dams     | 1:22.861       |
| 2              | 13             | António Félix da Costa | DS Techeetah      | 1:23.129       |
| 3              | 25             | Jean-Éric Vergne       | DS Techeetah      | 1:23.299       |

### Qualifiche
| Gruppi qualifiche | Gruppi qualifiche | Gruppi qualifiche | Gruppi qualifiche | Gruppi qualifiche | Gruppi qualifiche | Gruppi qualifiche |
| ----------------- | ----------------- | ----------------- | ----------------- | ----------------- | ----------------- | ----------------- |
| Gruppo 1          | FRI (1)           | DEV (2)           | EVA (3)           | DAC (4)           | BIR (5)           | VAN (6)           |
| Gruppo 2          | JEV (7)           | RAS (8)           | ROW (9)           | DEN (10)          | MOR (11)          | WEH (12)          |
| Gruppo 3          | SIM (13)          | LYN (14)          | GUE (15)          | CAS (16)          | LOT (17)          | DIG (18)          |
| Gruppo 4          | TUR (19)          | SET (20)          | BUE (21)          | NAT (22)          | BLO (23)          | ERI (24)          |

| Pos.   | No. | Pilota                 | Squadra                   | Qualifica | SuperPole | Griglia |
| ------ | --- | ---------------------- | ------------------------- | --------- | --------- | ------- |
| 1      | 99  | Pascal Wehrlein        | TAG Heuer Porsche         | 1:23.505  | 1:23.780  | 1       |
| 2      | 22  | Oliver Rowland         | Nissan e.dams             | 1:23.808  | 1:23.838  | 2       |
| 3      | 27  | Jake Dennis            | BMW i Andretti Motorsport | 1:23.886  | 1:23.879  | 3       |
| 4      | 25  | Jean-Éric Vergne       | DS Techeetah              | 1:23.996  | 1:24.282  | 4       |
| 5      | 28  | Maximilian Günther     | BMW i Andretti Motorsport | 1:24.072  | 1:25.095  | 5       |
| 6      | 48  | Edoardo Mortara        | ROKiT Venturi Racing      | 1:24.286  | 1:27.217  | 6       |
| 7      | 29  | Alexander Sims         | Mahindra Racing           | 1:24.425  |           | 7       |
| 8      | 11  | Lucas Di Grassi        | Audi Sport ABT Schaeffler | 1:24.489  | 8         |         |
| 9      | 7   | Sérgio Sette Câmara    | Dragon / Penske Autosport | 1:24.706  | 24        |         |
| 10     | 33  | René Rast              | Audi Sport ABT Schaeffler | 1:24.818  | 9         |         |
| 11     | 36  | André Lotterer         | TAG Heuer Porsche         | 1:24.832  | 10        |         |
| 12     | 13  | António Félix da Costa | DS Techeetah              | 1:24.881  | 11        |         |
| 13     | 20  | Mitch Evans            | Jaguar Racing             | 1:24.934  | 12        |         |
| 14     | 6   | Joel Eriksson          | Dragon / Penske Autosport | 1:24.992  | 23        |         |
| 15     | 37  | Nick Cassidy           | Envision Virgin Racing    | 1:25.352  | 13        |         |
| 16     | 17  | Nyck de Vries          | Mercedes EQ               | 1:25.387  | 14        |         |
| 17     | 8   | Oliver Turvey          | NIO 333                   | 1:25.404  | 15        |         |
| 18     | 94  | Alex Lynn              | Mahindra Racing           | 1:25.593  | 16        |         |
| 19     | 71  | Norman Nato            | ROKiT Venturi Racing      | 1:25.730  | 17        |         |
| 20     | 10  | Sam Bird               | Jaguar Racing             | 1:25.788  | 18        |         |
| 21     | 23  | Sébastien Buemi        | Nissan e.dams             | 1:25.809  | 19        |         |
| 22     | 4   | Robin Frijns           | Envision Virgin Racing    | 1:26.146  | 20        |         |
| 23     | 5   | Stoffel Vandoorne      | Mercedes EQ               | 1:26.413  | 21        |         |
| 24     | 88  | Tom Blomqvist          | NIO 333                   | 1:30.568  | 22        |         |
| Fonte: |     |                        |                           |           |           |         |

### Gara
| Pos.   | No. | Pilota                 | Squadra                   | Giri | Tempo/Ritiro | Griglia | Punti |
| ------ | --- | ---------------------- | ------------------------- | ---- | ------------ | ------- | ----- |
| 1      | 11  | Lucas Di Grassi        | Audi Sport ABT Schaeffler | 28   | 47:40.772    | 8       | 25    |
| 2      | 33  | René Rast              | Audi Sport ABT Schaeffler | 28   | +0.497       | 9       | 18+1  |
| 3      | 48  | Edoardo Mortara        | ROKiT Venturi Racing      | 28   | +0.497       | 6       | 15    |
| 4      | 29  | Alexander Sims         | Mahindra Racing           | 28   | +10.443      | 7       | 12    |
| 5      | 27  | Jake Dennis            | BMW i Andretti Motorsport | 28   | +11.473      | 3       | 10    |
| 6      | 13  | António Félix da Costa | DS Techeetah              | 28   | +11.624      | 11      | 8     |
| 7      | 5   | Stoffel Vandoorne      | Mercedes EQ               | 28   | +12.022      | 21      | 6     |
| 8      | 20  | Mitch Evans            | Jaguar Racing             | 28   | +12.351      | 12      | 4     |
| 9      | 17  | Nyck de Vries          | Mercedes EQ               | 28   | +12.936      | 14      | 2     |
| 10     | 94  | Alex Lynn              | Mahindra Racing           | 28   | +13.154      | 16      | 1     |
| 11     | 8   | Oliver Turvey          | NIO 333                   | 28   | +14.548      | 15      |       |
| 12     | 28  | Maximilian Günther     | BMW i Andretti Motorsport | 28   | +15.257      | 5       |       |
| 13     | 88  | Tom Blomqvist          | NIO 333                   | 28   | +15.442      | 22      |       |
| 14     | 71  | Norman Nato            | ROKiT Venturi Racing      | 28   | +15.756      | 17      |       |
| 15     | 7   | Sérgio Sette Câmara    | Dragon / Penske Autosport | 28   | +16.971      | 24      |       |
| 16     | 4   | Robin Frijns           | Envision Virgin Racing    | 28   | +17.942      | 20      |       |
| 17     | 6   | Joel Eriksson          | Dragon / Penske Autosport | 28   | +18.285      | 23      |       |
| Rit    | 10  | Sam Bird               | Jaguar Racing             | 15   | Incidente    | 18      |       |
| Rit    | 25  | Jean-Éric Vergne       | DS Techeetah              | 12   | Incidente    | 4       |       |
| Rit    | 37  | Nick Cassidy           | Envision Virgin Racing    | 1    | Incidente    | 13      |       |
| SQ     | 99  | Pascal Wehrlein        | TAG Heuer Porsche         | 28   | Squalificato | 1       | 3+1   |
| SQ     | 36  | André Lotterer         | TAG Heuer Porsche         | 28   | Squalificato | 10      |       |
| SQ     | 23  | Sébastien Buemi        | Nissan e.dams             | 28   | Squalificato | 19      |       |
| SQ     | 22  | Oliver Rowland         | Nissan e.dams             | 24   | Squalificato | 2       |       |
| Fonte: |     |                        |                           |      |              |         |       |

### Classifiche
La classifica dopo gara 1:
Classifica piloti
| +/-    | Pos | Pilota                 | Punti |
| ------ | --- | ---------------------- | ----- |
|        | 1   | Robin Frijns           | 62    |
|        | 2   | António Félix da Costa | 60    |
|        | 3   | Nyck de Vries          | 59    |
|        | 4   | René Rast              | 58    |
|        | 5   | Mitch Evans            | 58    |
|        | 6   | Stoffel Vandoorne      | 54    |
|        | 7   | Sam Bird               | 49    |
|        | 8   | Edoardo Mortara        | 47    |
|        | 9   | Jean-Éric Vergne       | 47    |
|        | 10  | Jake Dennis            | 43    |
|        | 11  | Lucas Di Grassi        | 39    |
|        | 12  | Alexander Sims         | 36    |
|        | 13  | Pascal Wehrlein        | 36    |
|        | 14  | Oliver Rowland         | 35    |
|        | 15  | Nico Müller            | 30    |
|        | 16  | Alex Lynn              | 24    |
|        | 17  | Maximilian Günther     | 22    |
|        | 18  | Nick Cassidy           | 19    |
|        | 19  | André Lotterer         | 18    |
|        | 20  | Oliver Turvey          | 13    |
|        | 21  | Sérgio Sette Câmara    | 12    |
|        | 22  | Sébastien Buemi        | 11    |
|        | 23  | Norman Nato            | 11    |
|        | 24  | Tom Blomqvist          | 5     |
|        | 25  | Joel Eriksson          | 0     |
| Fonte: |     |                        |       |

Classifica squadre
| +/-    | Pos | Squadra                          | Punti |
| ------ | --- | -------------------------------- | ----- |
|        | 1   | Mercedes EQ Formula E Team       | 113   |
|        | 2   | Jaguar Racing                    | 107   |
|        | 3   | DS Techeetah                     | 106   |
|        | 4   | Audi Sport ABT Schaeffler        | 97    |
|        | 5   | Envision Virgin Racing           | 81    |
|        | 6   | BMW i Andretti Motorsport        | 65    |
|        | 7   | Mahindra Racing                  | 60    |
|        | 8   | ROKiT Venturi Racing             | 58    |
|        | 9   | TAG Heuer Porsche Formula E Team | 54    |
|        | 10  | Nissan e.dams                    | 46    |
|        | 11  | Dragon / Penske Autosport        | 42    |
|        | 12  | NIO 333 Formula E Team           | 18    |
| Fonte: |     |                                  |       |

## Gara 2

### Prove libere
| Pos.           | No.            | Pilota           | Squadra        | Tempo          |
| Prove libere 3 | Prove libere 3 | Prove libere 3   | Prove libere 3 | Prove libere 3 |
| -------------- | -------------- | ---------------- | -------------- | -------------- |
| 1              | 17             | Nyck de Vries    | Mercedes EQ    | 1:21.492       |
| 2              | 25             | Jean-Éric Vergne | DS Techeetah   | 1:21.633       |
| 3              | 22             | Oliver Rowland   | Nissan e.dams  | 1:21.870       |

### Qualifiche
| Gruppi qualifiche | Gruppi qualifiche | Gruppi qualifiche | Gruppi qualifiche | Gruppi qualifiche | Gruppi qualifiche | Gruppi qualifiche |
| ----------------- | ----------------- | ----------------- | ----------------- | ----------------- | ----------------- | ----------------- |
| Gruppo 1          | FRI (1)           | DAC (2)           | DEV (3)           | RAS (4)           | EVA (5)           | VAN (6)           |
| Gruppo 2          | BIR (7)           | MOR (8)           | JEV (9)           | DEN (10)          | DIG (11)          | SIM (12)          |
| Gruppo 3          | WEH (13)          | ROW (14)          | LYN (15)          | GUE (16)          | CAS (17)          | LOT (18)          |
| Gruppo 4          | TUR (19)          | SET (20)          | BUE (21)          | NAT (22)          | BLO (23)          | ERI (24)          |

| Pos.   | No. | Pilota                 | Squadra                   | Qualifica    | SuperPole    | Griglia |
| ------ | --- | ---------------------- | ------------------------- | ------------ | ------------ | ------- |
| 1      | 22  | Oliver Rowland         | Nissan e.dams             | 1:23.052     | 1:23.579     | 1       |
| 2      | 99  | Pascal Wehrlein        | TAG Heuer Porsche         | 1:23.227     | 1:23.771     | 2       |
| 3      | 48  | Edoardo Mortara        | ROKiT Venturi Racing      | 1:23.235     | 1:23.886     | 3       |
| 4      | 25  | Jean-Éric Vergne       | DS Techeetah              | 1:23.204     | 1:23.950     | 4       |
| 5      | 27  | Jake Dennis            | BMW i Andretti Motorsport | 1:22.816     | 1:24.154     | 5       |
| 6      | 94  | Alex Lynn              | Mahindra Racing           | 1:23.212     | Nessun tempo | 6       |
| 7      | 23  | Sébastien Buemi        | Nissan e.dams             | 1:23.455     |              | 7       |
| 8      | 37  | Nick Cassidy           | Envision Virgin Racing    | 1:23.499     | 8            |         |
| 9      | 88  | Tom Blomqvist          | NIO 333                   | 1:23.583     | 9            |         |
| 10     | 36  | André Lotterer         | TAG Heuer Porsche         | 1:23.636     | 10           |         |
| 11     | 28  | Maximilian Günther     | BMW i Andretti Motorsport | 1:23.640     | 11           |         |
| 12     | 71  | Norman Nato            | ROKiT Venturi Racing      | 1:23.789     | 12           |         |
| 13     | 11  | Lucas Di Grassi        | Audi Sport ABT Schaeffler | 1:23.984     | 13           |         |
| 14     | 29  | Alexander Sims         | Mahindra Racing           | 1:24.179     | 14           |         |
| 15     | 10  | Sam Bird               | Jaguar Racing             | 1:24.292     | 15           |         |
| 16     | 7   | Sérgio Sette Câmara    | Dragon / Penske Autosport | 1:24.445     | 16           |         |
| 17     | 5   | Stoffel Vandoorne      | Mercedes EQ               | 1:24.736     | 17           |         |
| 18     | 20  | Mitch Evans            | Jaguar Racing             | 1:24.756     | 18           |         |
| 19     | 17  | Nyck de Vries          | Mercedes EQ               | 1:24.811     | 19           |         |
| 20     | 8   | Oliver Turvey          | NIO 333                   | 1:24.840     | 20           |         |
| 21     | 4   | Robin Frijns           | Envision Virgin Racing    | 1:24.907     | 21           |         |
| 22     | 13  | António Félix da Costa | DS Techeetah              | 1:24.911     | 22           |         |
| 23     | 6   | Joel Eriksson          | Dragon / Penske Autosport | 1:25.203     | 23           |         |
| NC     | 33  | René Rast              | Audi Sport ABT Schaeffler | Nessun tempo | 24           |         |
| Fonte: |     |                        |                           |              |              |         |

### Gara
| Pos.   | No. | Pilota                 | Squadra                   | Giri | Tempo/Ritiro      | Griglia | Punti |
| ------ | --- | ---------------------- | ------------------------- | ---- | ----------------- | ------- | ----- |
| 1      | 48  | Edoardo Mortara        | ROKiT Venturi Racing      | 32   | 46:41.685         | 3       | 25    |
| 2      | 37  | Nick Cassidy           | Envision Virgin Racing    | 32   | +4.169            | 8       | 18    |
| 3      | 22  | Oliver Rowland         | Nissan e.dams             | 32   | +6.912            | 1       | 15+3  |
| 4      | 99  | Pascal Wehrlein        | TAG Heuer Porsche         | 32   | +7.296            | 2       | 12    |
| 5      | 27  | Jake Dennis            | BMW i Andretti Motorsport | 32   | +9.986            | 5       | 10+1  |
| 6      | 94  | Alex Lynn              | Mahindra Racing           | 32   | +10.630           | 6       | 8     |
| 7      | 28  | Maximilian Günther     | BMW i Andretti Motorsport | 32   | +10.968           | 11      | 6     |
| 8      | 25  | Jean-Éric Vergne       | DS Techeetah              | 32   | +21.111           | 4       | 4     |
| 9      | 20  | Mitch Evans            | Jaguar Racing             | 32   | +21.261           | 18      | 2     |
| 10     | 33  | René Rast              | Audi Sport ABT Schaeffler | 32   | +21.896           | 24      | 1+1   |
| 11     | 4   | Robin Frijns           | Envision Virgin Racing    | 32   | +22.216           | 21      |       |
| 12     | 10  | Sam Bird               | Jaguar Racing             | 32   | +27.945           | 15      |       |
| 13     | 5   | Stoffel Vandoorne      | Mercedes EQ               | 32   | +28.578           | 17      |       |
| 14     | 23  | Sébastien Buemi        | Nissan e.dams             | 32   | +35.720           | 7       |       |
| 15     | 6   | Joel Eriksson          | Dragon / Penske Autosport | 32   | +41.027           | 23      |       |
| 16     | 7   | Sérgio Sette Câmara    | Dragon / Penske Autosport | 32   | +41.029           | 16      |       |
| 17     | 36  | André Lotterer         | TAG Heuer Porsche         | 32   | +46.250           | 10      |       |
| 18     | 11  | Lucas Di Grassi        | Audi Sport ABT Schaeffler | 32   | +1:26.473         | 13      |       |
| Rit    | 88  | Tom Blomqvist          | NIO 333                   | 29   | Incidente         | 9       |       |
| Rit    | 13  | António Félix da Costa | DS Techeetah              | 25   | Incidente         | 22      |       |
| Rit    | 29  | Alexander Sims         | Mahindra Racing           | 21   | Incidente         | 14      |       |
| Rit    | 8   | Oliver Turvey          | NIO 333                   | 16   | Problemi ai freni | 20      |       |
| Rit    | 71  | Norman Nato            | ROKiT Venturi Racing      | 12   | Incidente         | 12      |       |
| Rit    | 17  | Nyck de Vries          | Mercedes EQ               | 8    | Incidente         | 19      |       |
| Fonte: |     |                        |                           |      |                   |         |       |

### Classifiche
La classifica dopo gara 2:
Classifica piloti
| +/-    | Pos | Pilota                 | Punti |
| ------ | --- | ---------------------- | ----- |
|        | 1   | Edoardo Mortara        | 72    |
|        | 2   | Robin Frijns           | 62    |
|        | 3   | António Félix da Costa | 60    |
|        | 4   | René Rast              | 60    |
|        | 5   | Mitch Evans            | 60    |
|        | 6   | Nyck de Vries          | 59    |
|        | 7   | Stoffel Vandoorne      | 54    |
|        | 8   | Jake Dennis            | 54    |
|        | 9   | Oliver Rowland         | 53    |
|        | 10  | Jean-Éric Vergne       | 50    |
|        | 11  | Sam Bird               | 49    |
|        | 12  | Pascal Wehrlein        | 48    |
|        | 13  | Lucas Di Grassi        | 39    |
|        | 14  | Nick Cassidy           | 37    |
|        | 15  | Alexander Sims         | 36    |
|        | 16  | Alex Lynn              | 32    |
|        | 17  | Nico Müller            | 30    |
|        | 18  | Maximilian Günther     | 28    |
|        | 19  | André Lotterer         | 18    |
|        | 20  | Oliver Turvey          | 13    |
|        | 21  | Sérgio Sette Câmara    | 12    |
|        | 22  | Sébastien Buemi        | 11    |
|        | 23  | Norman Nato            | 11    |
|        | 24  | Tom Blomqvist          | 5     |
|        | 25  | Joel Eriksson          | 0     |
| Fonte: |     |                        |       |

Classifica squadre
| +/-    | Pos | Squadra                          | Punti |
| ------ | --- | -------------------------------- | ----- |
|        | 1   | Mercedes EQ Formula E Team       | 113   |
|        | 2   | DS Techeetah                     | 110   |
|        | 3   | Jaguar Racing                    | 109   |
|        | 4   | Audi Sport ABT Schaeffler        | 99    |
|        | 5   | Envision Virgin Racing           | 99    |
|        | 6   | ROKiT Venturi Racing             | 83    |
|        | 7   | BMW i Andretti Motorsport        | 82    |
|        | 8   | Mahindra Racing                  | 68    |
|        | 9   | TAG Heuer Porsche Formula E Team | 66    |
|        | 10  | Nissan e.dams                    | 64    |
|        | 11  | Dragon / Penske Autosport        | 42    |
|        | 12  | NIO 333 Formula E Team           | 18    |
| Fonte: |     |                                  |       |